# Jack Barkin
Jacob "Jack" Barkin (* 23. April 1914 in Uman; † 15. Januar 1996 in Fort Lauderdale) war ein kanadischer Sänger (Bariton).

## Leben und Wirken
Der Bruder des Pianisten Leo Barkin und der Sängerin und Pianistin Sara Barkin hatte den ersten Gesangsunterricht bei seinem Vater und studierte nach der Übersiedlung der Familie nach Kanada am Toronto Conservatory of Music, der Eastman School of Music und in Philadelphia. Mitte der 1950er Jahre war er an der Metropolitan Opera Schüler von Fausto Cleva, lehnte aber ein Engagement an dem Opernhaus ab. Er wirkte als Kantor an Synagogen in  Washington, Pittsburgh, Philadelphia, San Francisco, Toronto (Holy Blossom Temple 1967–69) und Detroit und sang im Konzert mit dem Israel Philharmonic Orchestra. Um 1980 übersiedelte er nach Florida, wo er gelegentlich als Gastkantor bei religiösen Ereignissen auftrat. Seine Stimme ist auf einer Reihe von Schallplattenaufnahmen (Sholom Secunda's Family Chanukah Festival, 1964, Jacob Barkin in Concert, 1973, Cantorial Masterpieces and Jewish Folk Songs) zu hören.